# Ischnojoppa flavipennis
Ischnojoppa flavipennis là một loài tò vò trong họ Ichneumonidae.